# Blackout (Scorpions)
Blackout è l'ottavo album in studio del gruppo musicale tedesco Scorpions, pubblicato nel 1982 dalla Mercury Records e prodotto da Dieter Dierks.

## Descrizione
Blackout viene considerato uno dei migliori album dell'hard rock. Gli stessi Scorpions, nei loro numerosi concerti, ripropongono ancora oggi molte canzoni tratte da questo album tra le quali: Blackout, No One Like You, Dynamite e, meno spesso, When the Smoke Is Going Down. L'album è stato certificato 4 volte disco d'oro e 1 volta disco di platino, un risultato incredibile per una band tedesca, perché le band di maggior successo erano sempre state quelle provenienti da Inghilterra e Stati Uniti e incassò milioni e milioni di dollari. Nel 1982 il disco si piazzò undicesimo in Inghilterra, decimo in Germania e primo in Francia.
Nel disco Don Dokken collaborò alle parti corali per permettere a Meine di non sforzarsi troppo e di completare quindi le sue cure.
Il titolo ovviamente si riferisce non ad un blackout "meteorologico", bensì di una persona proprio sull'orlo della crisi di nervi che alla fine diventa pazza. La copertina presenta un auto-ritratto dell'artista Gottfried Helnwein in camice bianco con benda in testa e forchette sugli occhi mentre lancia un urlo e manda in frantumi un vetro, ed è una delle più famose nonché meglio congegnate del genere.

## Registrazione
Eccezionalmente, Blackout non è stato registrato in Germania (solo il mix di album e alcuni ulteriori registrazioni sono stati effettuati Germania, ai Dierks Studios di Colonia), ma in Francia, più precisamente nella Villa San Pecaïre vicino a Nizza.
Per il suono, la batteria è collocata nella sala da pranzo di fronte al camino, mentre le chitarre sono al piano superiore. In questa atmosfera "molto rilassante", secondo Meine, l'album fa uscire il lato più hard rock degli Scorpions.

## Tracce
1. Blackout – 3:47 (Schenker, Meine, Rarebell, Kittelsen)
2. Can't Live Without You – 3:44 (Schenker, Meine)
3. No One Like You – 3:54 (Schenker, Meine)
4. You Give Me All I Need – 3:36 (Schenker, Rarebell)
5. Now! – 2:32 (Schenker, Meine, Rarebell)
6. Dynamite – 4:10 (Schenker, Meine, Rarebell)
7. Arizona – 3:51 (Schenker, Rarebell)
8. China White – 6:53 (Schenker, Meine)
9. When the Smoke Is Going Down – 3:49 (Schenker, Meine)

## Formazione
- Klaus Meine: voce
- Rudolf Schenker: chitarra ritmica, acustica a 6 e 12 corde, chitarra solista nelle tracce n° 4, 8 e 9, seconda voce nelle tracce n° 1, 2 e 8
- Matthias Jabs: chitarra solista, chitarra ritmica, acustica a sei corde
- Francis Buchholz: basso
- Herman Rarebell: percussioni

### Altre partecipazioni
- Don Dokken - cori

## Classifiche

### Classifiche settimanali
| Classifica (1982) | Posizione massima |
| ----------------- | ----------------- |
| Canada            | 11                |
| Finlandia         | 12                |
| Francia           | 1                 |
| Germania          | 10                |
| Giappone          | 47                |
| Paesi Bassi       | 45                |
| Regno Unito       | 11                |
| Stati Uniti       | 10                |
| Svezia            | 12                |

### Classifiche di fine anno
| Classifica (1982) | Posizione |
| ----------------- | --------- |
| Canada            | 82        |
| Francia           | 9         |
| Germania          | 69        |
| Stati Uniti       | 37        |